# Michael Kauch
Michael Kauch (sinh ngày 4 tháng 5 năm 1967 tại Dortmund) là một chính trị gia người Đức của Đảng Dân chủ Tự do, từng là Thành viên của Bundestag từ năm 2003 đến 2013.

## Tuổi thơ và giáo dục
Kauch được sinh ra ở Dortmund và tham dự Helmholtz-Gymnasium. Ông học kinh tế tại Đại học Dortmund từ năm 1986 đến 1993.

## Đời tư
Kauch là người đồng tính công khai.